# XII. János pápa
XII. János (latinul: Ioannes) (937 – 964. május 14.) néven lépett trónra a történelem 132. pápája és 955. december 16-tól 963. november 6-ig volt hatalmon. A  pornokrácia korszakának utolsó pápája.
János a pápaság történetének egyik fontos választópontján uralkodott. Az egyházfők ebben az időben kerültek szorosabb viszonyba a megalakuló Német-római Birodalom uralkodóival, amely az elkövetkezendő évszázadok meghatározójává vált. János uralma valóságos erkölcsi fertőként jelenik meg minden krónikában. Megválasztása, hatalma és hatalomvágya hatalmas erkölcsi értékcsökkenést idézett elő az egész nyugati egyházban.

## Élete

### Útja Szent Péter trónjára
Eredeti neve Octavianus volt. 937 körül látta meg a napvilágot Rómában, II. Alberik spoletói herceg és szenátor számos törvénytelen gyermekének egyikeként. János a városi nemesség buja világában nőtt fel. Alberik élete végén, hogy megszilárdítsa családja hatalmát, még II. Agapét pápa életében rábírta a római klérust, hogy a majdan megüresedő pápai trónra fiát, Octavianust emeljék. A zsarnoki Alberik 954-ben, a pápa pedig a következő évben halt meg. Az összehívott római zsinat az eskünek eleget téve Szent Péter trónjára ültette Octavianust. A mindössze 18 éves ifjú 955. december 16-án történt felszentelésekor a János nevet választotta.

### Szövetségben Nagy Ottóval
János apja halála óta Róma uralkodója volt, így személyében ismét egyesült a politikai és vallási hatalom. Kortársai rossz szemmel nézték, hogy az új egyházfő egyáltalán nem tisztelte a keresztény hagyományokat, és a legkevésbé sem érdekelte őt a lelki tisztaság, a szegénység, jótékonyság kérdése. Valóságos bordélyházzá változtatta a Lateránt. Későbbi vádolói szerint ellenszolgáltatás ellenében szentelt püspökké többek között tízéves gyerekeket is, mivel a címmel előjogok és más előnyök jártak. János pontifikátusát züllöttség és pazarlás árnyékolta be: rengeteg különböző rangbéli nővel volt viszonya (így apja egykori ágyasával is), sőt többen állították, hogy saját unokahúgát is megrontotta.
Környezete ivászatairól, vadászatairól, sólymászatairól és szerencsejátékfüggőségéről is beszámolt, valamint arról, hogy egyházi emberként hitt a mágiában, s áldozott egykori pogány isteneknek (Vénusznak és Jupiternek).
Az egyház fejeként legfőbb törekvése a pápai patrimóniumok növelése volt, ezért aztán a római sereg megfontolatlan módon rövidesen megtámadta az Észak-Itáliát uraló II. Berengárt. A pápai csapatok vereséget szenvedtek, majd a lombard hadak ellentámadásba lendülve elfoglalták a pápai területek zömét. A kétségbeesett János Nagy Ottó német királyhoz fordult segítségért.
Ottó már Agapét idején igyekezett szorosabbra fűzni kapcsolatait Rómával, hiszen így a pápa áldásával terjeszthette ki hatalmát Európa keleti részei felett. A német király így kapott az alkalmon, és XII. János hívására hatalmas sereggel vonult Itáliába. Berengár el akarta kerülni az összecsapást, így visszavonult megerősített váraiba. 962. január 31-én a király Rómába érkezett. Itt János pápa hatalmas pompával fogadta a „hit védelmezőjét”, és hamarosan megállapodást kötöttek szövetségükről. Ottó mindenekelőtt elismerte Jánost az apostoli szentszék urának, továbbá esküt tett a pápa védelmére, megfogadta, hogy egyetlen birodalmi döntést sem hoz a pápa beleegyezése nélkül, és azt is eldöntötték, hogy mind Ottó, mind esetleges itáliai helyettese, első és legfőbb feladatának tekinti a pápa és az egyházi patrimóniumok védelmét. A pápa cserében szövetséget esküdött Ottónak, és azt is megígérte, hogy nem egyezkedik Berengárral és gyermekével, Adalberttel a császár ellen. Az egyezség megpecsételésére János 962. február 2-án római császárrá koronázta Ottót. Ezzel a történelmi ténnyel jött létre az 1806-ig fennálló Német-római Birodalom.
Ugyanazon hónap 12-én a pápa zsinatot hívott össze Rómában, amelyen János Ottó kérésére megalapította a magdeburgi érsekséget és a merseburgi püspökséget, továbbá palliumot adományozott Salzburg és Trier érsekeinek és megerősítette Rother kinevezését a veronai püspökség élére. Másnap a császár kibocsátotta híres rendeletét, a Diploma Ottonianumot, amelyben megerősítette az egyház itáliai birtokait, azon elvek szerint, amelyeket még Nagy Károly határozott meg. Ezen felül a pápaválasztás törvényességét is hangsúlyozta, amelyet a császár személyes vagy követeken keresztüli megerősítéséhez kötött. Február 14-én Ottó és serege kivonult az örök városból, hogy Berengár és Adalbert királyságát végleg birodalmához csatolja.

### A császár ellenében
János azonban nem érezte elégedettnek magát. Ugyan Berengár hatalma már nem fenyegette a pápa és egyben a római herceg jogait, de egy sokkal erősebb hatalmat állított maga mellé, amely könnyen elnyomhatta. Ezért Ottó távozása után azonnal szövetségeket hozott létre ellene. Felkereste Adalbertet, követei sikert értek el a magyaroknál és Bizánc is hajlandónak mutatkozott a katonai segítségre. Ottó katonái azonban elfogták az egyik pápai levelet, amiből kiderült János árulása. A pápa azonnal legátust küldött a dühödt Ottó táborába, és azzal indokolta meg lépéseit, hogy Ottó az elfoglalt itáliai városoktól császári hűségesküt kért, nem pedig pápait. Ottó elfogadta a magyarázatot, és folytatta a harcokat. Ezalatt Adalbert Rómába érkezett, ahol János uralkodóknak kijáró pompával fogadta, ám a római nemesség császárpárti része fellázadt a pápa ellen. A lázongások hírére Ottó 963. november 2-án ismét Rómába érkezett, de Adalbert és a pápa ekkorra már elmenekült a városból a campaniai Tivoliba.

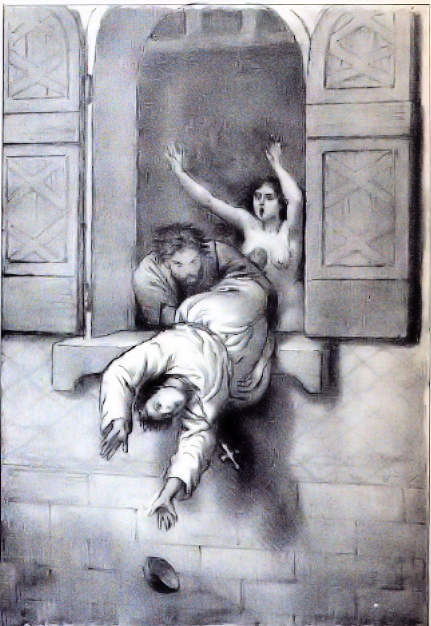
XII. János halála,
19. századi rajz (defenesztráció)

November 6-án 50 itáliai és német főpap részvételével zsinatot tartottak a Szent Péter-bazilikában, amelyen XII. Jánost szentségtöréssel, szimóniával, hamis esküvel, gyilkossággal, fajtalankodással és vérfertőzéssel vádolták meg. János válaszlevelében nem ismerte el a zsinatot, és kiközösítette a résztvevőket. Erre maga a császár vádolta meg a pápát hitszegéssel, árulással és azzal, hogy Adalbertet Rómába hívta. Így császári jóváhagyással december 4-én újra összeült a zsinat, amely megfosztotta hivatalától Jánost, és helyére egy világi személyt, a kincstári kamarást (protoscriniarius), Leót választották meg. Ezek után a császári seregek újra elhagyták Rómát.

### Visszatérése és halála
János rövidesen felkelést szervezett támogatói körében a császár és párthívei ellen, azonban János lázadását 964. január 3-án vérbe fojtották. A letett pápa nem adta fel, és újabb lázadást szervezett, amely már győzedelmeskedett. VIII. Leó elmenekült a városból, és a pápai trónt újra János foglalhatta el. Véres bosszút állt a császár támogatóin: több bíborost is megcsonkíttatott vagy halálra kínzott, február 26-án pedig zsinatot hívott össze a Szent Péter-bazilikában, amelyen semmissé nyilvánította a november 6-ai zsinat minden döntését és határozatát, valamint kiátkozta az egyházból Leót és híveit. Miután Ottó elfoglalta Berengár utolsó menedékét is, és a királyt tömlöcbe vetette, serege élén Rómába vonult rendet teremteni, de erre már nem volt szükség, hiszen 964. május 14-én János meghalt. A korabeli Liudprand krónikaíró szerint a pápa éppen erkölcstelenségének lett áldozata, ugyanis egy féltékeny férj házasságtörésen kapta hitvesével, és az együttlétük alatt meggyilkolta. Több forrás is gyilkosságot jegyzett fel az utolsó római herceg halálának okaként, de létezik olyan változat is, hogy szexuális együttlét során hirtelen agyvérzést kapott.

## Művei
- Documenta Catholica Omnia (latin nyelven). (Hozzáférés: 2011. december 6.)